# Erwin Busta
Erwin Julius Busta (ur. 12 kwietnia 1905 w Leoben, zm. 27 grudnia 1982 w Monachium) – zbrodniarz nazistowski, członek załogi niemieckich obozów koncentracyjnych Esterwegen, Dachau, Sachsenhausen, Buchenwald i Mittelbau-Dora oraz SS-Hauptscharführer.
Obywatel austriacki. Członek NSDAP i Sturmabteilung od 1928 oraz SS od 1933. Po zdlegalizowaniu partii nazistowskiej w Austrii, wyjechał w lipcu 1933 do Niemiec. W 1934 Busta rozpoczął służbę jako wartownik w obozie Esterwegen. W kwietniu 1936 przeniesiono go do Dachau, gdzie kierował obozowym aresztem. Latem 1942 skierowany został do Sachsenhausen. Busta kierował tu między innymi podobozem w Peenemünde. Od jesieni 1943 do kwietnia 1945 pełnił służbę w Mittelbau-Dora (do 1 października 1944 był to podobóz Buchenwaldu). Sprawował tu funkcje Blockführera i kierował komandami więźniarskimi w tunelach obozowych. Był prawdziwym postrachem więźniów. Dopuszczał się tak masowych, jak i indywidualnych zabójstw (przez rozstrzelanie i powieszenie} oraz znęcania się nad więźniami na każdym kroku. 
W latach 1967–1970 toczył się przed zachodnioniemieckim sądem w Essen proces zbrodniarzy obozu Mittelbau-Dora. Na ławie oskarżonych zasiedli byli esesmani Erwin Busta i Ernst Sander. Postawiono im zarzuty zarówno masowych, jak i indywidualnych morderstw  popełnionych na więźniach wielu narodowości i jeńcach radzieckich w latach 1943–1945. Innym zarzutem było katowanie więźniów, nieraz ze skutkiem śmiertelnym. 8 maja 1970 zapadł wyrok skazujący Bustę na 7,5 roku, a Sandera na 8,5 roku pozbawienia wolności. Obaj skazańcy zostali zwolnieni przedterminowo z więzienia ze względu na kłopoty zdrowotne.